# Bio Fuel Systems
Pour les articles homonymes, voir BFS.
Bio Fuel Systems (BFS) était  une entreprise espagnole active de 2006 à 2014, qui a mis au point un procédé de production d'un algocarburant basé sur la photosynthèse d'algues marines. Son siège social était  à Alicante.
Les carburants fossiles étant de plus en plus controversés dans une économie sujette à des changements radicaux, BFS avait exploré un marché en plein essor, celui des carburants écologiques.
En octobre 2014, Bio Fuel Systems a été obligé d'arrêter son projet d'usine à Carboneras en Espagne, à la suite d'une décision de la justice espagnole ; une procédure pour fraude a été lancée,.

## Histoire
La société espagnole Bio Fuel Systems (BFS) est à l’origine du premier[réf. nécessaire] procédé de conversion accélérée du CO2 en carburants et nutriments. La technologie, qui répond à de multiples enjeux environnementaux, sociétaux et économiques, est le fruit de quatre années de recherche menées en coopération étroite avec les universités d’Alicante et de Valence.
« Pétrole bleu » est l’appellation sous laquelle la marque est déposée.

## Principe
Inspiré du processus naturel à l’origine de la formation du pétrole d’origine fossile, le procédé développé valorise les émissions industrielles de CO2 pour les transformer en un biopétrole similaire au pétrole d’origine fossile (norme IFT). 
La culture intensive des microalgues et l’absorption massive du CO2 s’opère en milieu fermé et dans des photobioréacteurs verticaux pour une optimisation des surfaces d’implantation, un meilleur contrôle des propriétés physico-chimiques du milieu d’élevage et une rentabilité optimale. En milieu d’élevage, BFS obtient ainsi une croissance exponentielle, des micro-algues avec une concentration de 330 millions de cellules par millilitre. Le gisement de biomasse obtenu permet l’extraction d’un biopétrole de qualité[réf. nécessaire] mais aussi d’autres coproduits à haute valeur ajoutée tels la spiruline ou les Oméga-3[réf. nécessaire].
Vingt brevets protègent le procédé de conversion conçu par BFS (sélection des souches de micro-algues à haut potentiel, stimulation du processus de croissance et de démultiplication des micro-algues, métabolisme et concentration énergétique…).
Cinq projets industriels avaient été initiés à Alicante en Espagne, sur l’île de Madère au Portugal, à Rotterdam en Hollande, Leipzig en Allemagne et à Venise en Italie.

## Rentabilité  et évolution de la société
Pour Lafarge, qui a mené des tests avec son partenaire allemand Salata sur l'un de ses sites, le bilan global du processus sur les plans de l'énergie et du CO2 n'est pas satisfaisant et au moins dix années de recherche seront encore nécessaires pour améliorer ce bilan.
L’usine expérimentale ouverte par BFS en Espagne à Alicante doit fermer en 2014 ; les autres usines planifiées n’ont jamais été mises en service,.